# Piekło (Szałsza)
Piekło – część wsi Szałsza położona w województwie śląskim w powiecie tarnogórskim w gminie Zbrosławice.
W latach 1975–1998 Piekło administracyjnie należało do województwa katowickiego.
Piekło znajduje się przy samej granicy gminy Zbrosławice z Zabrzem (dzielnica Mikulczyce). Od północy opływa je Potok Mikulczycki, zaś na zachód od niego przebiega autostrada A1.